# Jay O'Brien
James Jay O'Brien né le 22 février 1883 à New York et mort le 5 avril 1940 à Palm Beach, est un bobeur et banquier américain.

## Biographie
Il forme les équipes américaines de bobsleigh aux Jeux olympiques de 1928 à Saint-Moritz. Il concourt lui-même à ces Jeux où il remporte avec l'équipe 1 des États-Unis la médaille d'argent en bob à cinq. Il dispute aussi les Jeux olympiques d'hiver de 1932 à Lake Placid, remportant cette fois-ci le titre olympique en bob à quatre.

## Palmarès
- : Médaillé d'or du bob à quatre aux Jeux olympiques d'hiver de 1932 à Lake Placid ( États-Unis)
- : Médaillé d'argent du bob à cinq aux Jeux olympiques d'hiver de 1928 à Saint-Moritz ( Suisse)